# Nødebo Kirke
Nødebo Kirke er en kirke beliggende i Nødebo, ca. 6 km nordøst for Hillerød.
Altertavlen er fra begyndelsen af 1500-tallet, formodentlig produceret i Nederlandene og oprindeligt fra en kirke i Helsingør. Midtfeltet er et maleri af korsfæstelsen (Adrian Isenbrant, Jacob van Utrecht og Ambrosius Benson har været foreslået som kunstneren bag), hvor apostlen Johannes holder en posebog i højre hånd.
Orglet er bygget i København 1865 af orgelbygger Daniel Köhne. Det har ét manual med omfanget C-c3. Der er 5 stemmer med dispositionen: Fugara 8' (C-H er transmission fra Gedakt 8'), Gedakt 8', Principal 4', Fløjte 4', Oktav 2'. Fløjte 4' blev tilføjet i 1905 (Busch & sønner), Oktav 2' er tilføjet 1961 (Frobenius). Orglet var i perioden 1905-1982 placeret på gulvet i tårnrummet foran kirkens vestvæg.
En del af kalkmalerierne er udført af Unionsmesteren, der var virksom i perioden ca. 1410-1440, og også har dekoreret loftet i Undløse Kirke.

## Galleri
- Altertavlen
- Jørgen Roed: Kristus og den samaritanske kvinde (1839)
- Prædikestolen
- Orgel
- Døbefonten
- Syndefaldet af Unionsmesteren
- Uddrivelsen af Adam og Eva

## Eksterne kilder og henvisninger
- Wikimedia Commons har flere filer relateret til Nødebo Kirke
- Nødebo Kirke Arkiveret 31. januar 2011 hos  Wayback Machine hos nordenskirker.dk
- Nødebo Kirke hos KortTilKirken.dk
- Nødebo Kirke hos danmarkskirker.natmus.dk (Danmarks Kirker, Nationalmuseet)
- Nødebo kirke. Udgivet af Nødebo menighedsråd 1983. Tekst: Bo Nielsen og Aksel Willadsen. 12 sider